# Charles de Tourtoulon

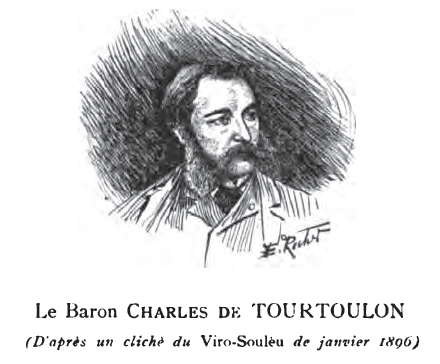
Charles de Tourtoulon

Charles de Tourtoulon (* 12. Oktober 1836 in Montpellier; † 12. August 1913 in Aix-en-Provence) war ein französischer Historiker, Romanist, Okzitanist und Dialektologe.

## Leben und Werk
Charles Rochenat, der 1854 wieder den angestammten Familiennamen eines Baron de Tourtoulon (eigentlich: Tourtoulou) annehmen durfte, schloss 1859 sein Studium der Rechtswissenschaft ab und wurde Rechtsanwalt, sowie Privatgelehrter im Bereich Sprache und Geschichte Südfrankreichs.
Tourtoulon war 1869 Gründungsmitglied der Société pour l’étude des langues romanes (später: Sociéte des langues romanes) und Beiträger ihrer Zeitschrift Revue des Langues Romanes, die 1870 in Montpellier erschien, als erste romanistische Zeitschrift überhaupt (1872 gefolgt von der in Paris von Paul Meyer (Romanist) und Gaston Paris gegründeten Zeitschrift Romania, sowie 1877 und 1883 von den deutschen Zeitschriften Zeitschrift für romanische Philologie und Romanische Forschungen). 1883 war Tourtoulon (mit Alphonse Roque-Ferrier) Gründungsherausgeber der bis 1895 monatlich erscheinenden Zeitschrift Revue du monde latin (wobei latin als „néo-latin“, d. h. als romanisch, zu verstehen ist). Das in diesen Bestrebungen zum Ausdruck kommende Gefühl der Zusammengehörigkeit des romanischsprachigen Südeuropa bewirkte 1891 auch die Gründung der Dichterschule „École romane“ durch Jean Moréas.
Im Auftrag der Regierung betrieb Tourtoulon (zusammen mit Octavien Bringuier) dialektologische Feldforschung zur Ermittlung der Demarkationslinie zwischen den Dialekten des Französischen (Langues d’oïl) einerseits und des Okzitanischen/Provenzalischen (Langues d’oc) andererseits und publizierte dazu 1876 einen ausführlichen Bericht, der in der Sprachgeografie Pioniercharakter hat.
Tourtoulon war Mitglied der Académie des Sciences et Lettres de Montpellier (Lettres, Sessel Nr. 16, 1868–1893), der Académie des sciences, agriculture, arts et belles-lettres d'Aix (1897) und korrespondierendes Mitglied mehrerer weiterer Akademien. Er war Majoral (einer von 50 Ratsmitgliedern) des Félibrige (1876). In Montpellier trägt eine Straße seinen Namen.

## Werke
- Notes pour servir à un nobiliaire de Montpellier, Montpellier 1856, Nîmes 2010
- Études sur la maison de Barcelone. Jacme Ier le Conquérant, roi d'Aragon, comte de Barcelone, seigneur de Montpellier, 2 Bde. Montpellier 1863–1867 (spanisch, Valencia 1980)
- Les Français aux expéditions de Mayorque et de Valence sous Jacques Le Conquérant, roi d'Aragon, 1229-1238, Paris 1866
- Renaissance de la littérature catalane et provençale. Les fêtes littéraires internationales de 1868,  Toulouse 1868 (50 Seiten)
- (mit Octavien Bringuier) Étude sur la limite géographique de la langue d'oc et de la langue d'oil (avec une carte). Premier rapport à M. le Ministre de l'Instruction publique, des cultes et des beaux-arts, Paris 1876, Masseret-Meuzac 2004
- Des dialectes. De leur classification et de leur délimitation géographique. Communication faite au congrès de philologie romane de Montpellier, le 26 mai 1890, Paris 1890 (59 Seiten)